# Ange de la mort (roman)
Pour les articles homonymes, voir Ange de la mort.
Ange de la mort (en anglais Faithful unto Death, dans l'édition originale britannique) est un roman policier de Caroline Graham, initialement publié en 1996.
C'est le cinquième roman mettant en scène le personnage de l'inspecteur principal Tom Barnaby.

## Éditions
- Royaume-Uni : Faithful unto Death, éditions Headline, Londres, 1996, 311 p.,  (ISBN 0747216657).
- États-Unis : Faithful unto Death, éditions St. Martin's Press, New York, 1998, 311 p.,  (ISBN 0312185774).
- France : Ange de la mort (traduction de Véronique David-Marescot), éditions Pygmalion, coll. « Suspense », Paris, 2001, 398 p.,  (ISBN 2-85704-716-9).

## Adaptation télévisée
Le roman a fait l'objet, en 1999, d'une adaptation télévisée, dans un téléfilm titré Fidèle jusqu'à la mort, réalisé par Baz Taylor sur un scénario de Douglas Watkinson, avec John Nettles dans le rôle de l'inspecteur Barnaby, cet épisode constituant le 4e de la série Inspecteur Barnaby, dont les cinq premiers épisodes ont adapté des romans de Caroline Graham, tandis que tous les épisodes suivants (61, en 2009) sont basés sur des scénarios originaux.